# فیلیپو دلی کاری
فیلیپو دلی کاری (ایتالیایی: Filippo Delli Carri؛ زادهٔ ۳ مهٔ ۱۹۹۹) بازیکن فوتبال اهل ایتالیا است.
از باشگاه‌هایی که در آن بازی کرده‌است می‌توان به باشگاه فوتبال دلفینو پسکارا اشاره کرد.